# Сен-Феликс (Шаранта)
Сен-Фели́кс (фр. Saint-Félix) — коммуна во Франции, находится в регионе Пуату — Шаранта. Департамент — Шаранта. Входит в состав кантона Броссак. Округ коммуны — Коньяк.
Код INSEE коммуны — 16315.
Коммуна расположена приблизительно в 430 км к юго-западу от Парижа, в 140 км южнее Пуатье, в 33 км к югу от Ангулема.

## Население
| Год  | Численность | Численность |
| ---- | ----------- | ----------- |
| 1968 | 205         | [ 7 ]       |
| 1975 | 175         | [ 7 ]       |
| 1982 | 136         | [ 7 ]       |
| 1990 | 118         | [ 7 ]       |
| 1999 | 119         | [ 7 ]       |
| 2006 | 113         | [ 7 ]       |
| 2011 | 120         | [ 7 ]       |
| 2013 | 121         |             |
| 2015 | 116         | [ 8 ]       |
| 2016 | 114         | [ 9 ]       |
| 2017 | 111         | [ 10 ]      |
| 2018 | 109         | [ 11 ]      |
| 2019 | 107         | [ 12 ]      |
| 2020 | 105         | [ 13 ]      |
| 2021 | 104         | [ 14 ]      |
| 2022 | 102         | [ 4 ]       |

## Администрация
| Период | Период | Фамилия         | Партия | Примечания |
| ------ | ------ | --------------- | ------ | ---------- |
| 1989   | 2008   | Джеймс Шарбонье |        |            |
| 2008   |        | Мари-Клер Обри  |        | бухгалтер  |

## Экономика
В 2007 году среди 61 человека в трудоспособном возрасте (15—64 лет) 48 были экономически активными, 13 — неактивными (показатель активности — 78,7 %, в 1999 году было 57,1 %). Из 48 активных работали 42 человека (23 мужчины и 19 женщин), безработных было 6 (2 мужчины и 4 женщины). Среди 13 неактивных 5 человек были учениками или студентами, 5 — пенсионерами, 3 были неактивными по другим причинам.

## Достопримечательности
- Приходская церковь Сен-Феликс[фр.] (XII век). Памятник истории с 1984 года[16]

## Фотогалерея
- Вид на юг коммуны
- Интерьер церкви Сен-Феликс
- Мэрия и военный мемориал